# Lista dos maiores parceiros comerciais da China
Esta é uma lista dos maiores parceiros comerciais da República Popular da China.

## Fundo
A China se tornou a segunda maior economia do mundo em PIB (nominal) e a maior em PIB (PPC).
A China desenvolveu uma rede de relações econômicas tanto com economias industriais quanto com aquelas que constituem a semiperiferia e a periferia do sistema mundial.' Devido ao rápido crescimento da economia chinesa, o país desenvolveu diversos parceiros comerciais em todo o mundo. Todos os parceiros comerciais são considerados importantes para o desenvolvimento da economia chinesa; no entanto, a classificação dos maiores parceiros da China está em constante mudança devido a mudanças nas políticas nacionais e internacionais.
A expansão da economia chinesa cresceu 6,8% no último trimestre de 2017, igualando o crescimento dos três meses anteriores, superando as expectativas de 6,7%. A economia como um todo expandiu 6,9% no ano passado, superando os 6,7% de 2016, que encerraram uma seca de tendência de queda iniciada em 2011.

## Lista dos maiores parceiros comerciais da China
Os principais parceiros comerciais da China continental em 2024 foram os seguintes:
| Classificação | País/ Território | Comércio total | Exportações chinesas | Importações chinesas | Balança comercial |
| ------------- | ---------------- | -------------- | -------------------- | -------------------- | ----------------- |
| -             | ASEAN            | 982.3          | 586.5                | 395.8                | 190.7             |
| -             | União Europeia   | 785.8          | 516.5                | 269.3                | 247.2             |
| 1             | Estados Unidos   | 688.3          | 524.7                | 163.6                | 361.1             |
| 2             | Coreia do Sul    | 328.1          | 146.4                | 181.7                | -35.3             |
| 3             | Japão            | 308.3          | 152.0                | 156.3                | -4.3              |
| 4             | Taiwan           | 293.0          | 75.2                 | 217.8                | -142.6            |
| 5             | Vietnã           | 260.7          | 161.9                | 98.8                 | 63.1              |
| 6             | Rússia           | 244.8          | 115.5                | 129.3                | -13.8             |
| 7             | Austrália        | 211.3          | 70.7                 | 140.6                | -69.9             |
| 8             | Malásia          | 212.0          | 101.5                | 110.6                | -9.1              |
| 9             | Alemanha         | 201.9          | 107.1                | 94.8                 | 12.3              |
| 10            | Brasil           | 188.2          | 72.1                 | 116.1                | -44.0             |
| 11            | Indonésia        | 147.8          | 76.7                 | 71.1                 | 5.6               |
| 12            | Índia            | 138.5          | 120.5                | 18.0                 | 102.5             |
| 13            | Tailândia        | 134.0          | 86.0                 | 48.0                 | 38.0              |
| 14            | Singapore        | 111.1          | 79.2                 | 31.9                 | 47.3              |
| 15            | Netherlands      | 110.0          | 91.2                 | 18.8                 | 72.4              |
| 16            | Reino Unido      | 98.4           | 78.9                 | 19.5                 | 59.4              |
| 17            | Canadá           | 93.0           | 46.4                 | 46.6                 | -0.2              |
| 18            | França           | 79.6           | 44.5                 | 35.1                 | 9.4               |
| 19            | Itália           | 72.5           | 46.2                 | 26.4                 | 19.8              |
| 20            | Filipinas        | 71.6           | 52.3                 | 19.3                 | 33.0              |
| —             | Total            | 6,162.3        | 3,577.3              | 2,585.1              | 992.2             |